# USS Crosley (APD-87)
USS Crosley (APD-87) là một tàu vận chuyển cao tốc, chiếc dẫn đầu của lớp tàu mang tên nó, nguyên được cải biến từ chiếc DE-226, một tàu hộ tống khu trục lớp Rudderow, và đã phục vụ cùng Hải quân Hoa Kỳ trong Chiến tranh Thế giới thứ hai. Nó là chiếc tàu chiến thứ hai của Hải quân Hoa Kỳ được đặt cái tên này, theo tên Chuẩn đô đốc Walter S. Crosley (1871-1939), người từng tham gia các cuộc Chiến tranh Tây Ban Nha-Hoa Kỳ, Chiến tranh Philippine-Hoa Kỳ và Chiến tranh Thế giới thứ nhất, và được trao tặng Huân chương Chữ thập Hải quân. Nó đã phục vụ cho đến khi chiến tranh kết thúc, xuất biên chế năm 1946, rồi được chuyển cho Ecuador vào năm 1960 để sử dụng như một trạm phát điện nổi; số phận của nó sau đó không rõ. Crosley được tặng thưởng một Ngôi sao Chiến trận do thành tích phục vụ trong Thế Chiến II.

## Thiết kế và chế tạo
Thiết kế của lớp Crosley dựa trên việc cải biến lớp tàu hộ tống khu trục Rudderow. Cấu trúc thượng tầng con tàu được mở rộng, đồng thời tháo dỡ bớt vũ khí trang bị để lấy chỗ bố trí nơi nghỉ cho 162 binh lính được vận chuyển cùng khoảng 40 tấn trang bị. Hệ thống động lực tương tự như với các lớp Buckley và Rudderow; là kiểu động cơ turbine-điện General Electric, cung cấp điện năng cho mô-tơ điện để dẫn động hai trục chân vịt.
Dàn vũ khí được giữ lại bao gồm một khẩu pháo 5 inch (130 mm)/38 cal bố trí một phía trước mũi; ba khẩu đội pháo phòng không Bofors 40 mm nòng đôi và sáu pháo phòng không Oerlikon 20 mm; vũ khí chống ngầm gồm hai đường ray Mk. 9 để thả mìn sâu. Thủy thủ đoàn đầy đủ bao gồm 15 sĩ quan và 168 thủy thủ; và con tàu được bố trí tiện nghi để vận chuyển 12 sĩ quan cùng 150 binh lính đổ bộ.
Crosley được đặt lườn như là chiếc DE-226 tại Xưởng hải quân Philadelphia ở Philadelphia, Pennsylvania vào ngày 16 tháng 10, 1943. Nó được hạ thủy vào ngày 12 tháng 2, 1944, được đỡ đầu bởi bà Walter S. Crosley, vợ góa của Chuẩn đô đốc Crosley. Đang khi được hoàn thiện, con tàu được xếp lại lớp như một tàu vận chuyển cao tốc vào ngày 17 tháng 7, 1944, mang ký hiệu lườn mới APD-87, và nhập biên chế cùng Hải quân Hoa Kỳ vào ngày 22 tháng 10, 1944 dưới quyền chỉ huy của Hạm trưởng, Thiếu tá Hải quân Archer W. P. Trench.

## Lịch sử hoạt động
Chuẩn bị để được điều động sang khu vực Mặt trận Thái Bình Dương, Crosley khởi hành từ Xưởng hải quân Norfolk vào ngày 21 tháng 12, 1944 để đi sang Trân Châu Cảng, đến nơi vào ngày 16 tháng 1, 1945. Nó thực hành huấn luyện cùng các Đội phá hoại dưới nước (UDT: Underwater Demolition Team) trong một tháng tiếp theo trước khi lên đường vào ngày 14 tháng 2 để hướng sang Philippines, đi đến vịnh San Pedro vào ngày 4 tháng 3. Con tàu huấn luyện và tổng dượt tại đây nhằm chuẩn bị cho chiến dịch đổ bộ tiếp theo lên Okinawa.
Một tuần trước khi diễn ra cuộc đổ bộ, Crosley đón lên tàu Đội UDT 17, và khi cuộc đổ bộ tiến hành vào ngày 1 tháng 4, con tàu đã tuần tra dọc bờ biển. Nó đã trợ giúp cho những nạn nhân của các cuộc tấn công tự sát bởi máy bay Kamikaze nhắm vào tàu vận chuyển cao tốc Dickerson (APD-21) vào ngày 2 tháng 4, và tàu hộ tống khu trục Whitehurst (DE-634) vào ngày 12 tháng 4. Từ ngày 20 tháng 4 đến ngày 7 tháng 6, nó hộ tống cho các đoàn tàu vận tải đi lại giữa Okinawa, Ulithi và vịnh Leyte.
Sau khi Nhật Bản chấp nhận đầu hàng vào ngày 15 tháng 8, giúp chấm dứt vĩnh viễn cuộc xung đột, Crosley vận chuyển binh lính thuộc Sư đoàn 40 Bộ binh từ Leyte sang Jinsen, Triều Tiên vào ngày 28 tháng 8 để làm nhiệm vụ chiếm đóng. Nó phục vụ như tàu kiểm soát cảng Jinsen cho đến khi lên đường vận chuyển binh lính Lục quân đến Busan. Đang khi tuần tra ngoài khơi Busan vào ngày 3 tháng 10, nó khám xét chiếc Anto Maru, một tàu buồm Nhật Bản đang bị chìm, và cứu được 45 người Nhật tìm cách trốn thoát khỏi bị giam giữ tại Triều Tiên. Con tàu tiếp tục phục vụ tại khu vực Viễn Đông, tham gia vào việc vận chuyển lực lượng chiếm đóng tại Trung Quốc, cho đến khi khởi hành từ Thượng Hải vào ngày 29 tháng 3, 1946 để quay trở về Hoa Kỳ.
Sau khi được đại tu tại Philadelphia, Pennsylvania, Crosley đi đến Green Cove Springs, Florida, nơi nó được cho xuất biên chế vào ngày 15 tháng 11, 1946 và được đưa về Hạm đội Dự bị Đại Tây Dương. Tên nó được cho rút khỏi danh sách Đăng bạ Hải quân vào ngày 1 tháng 6, 1960, và con tàu được chuyển cho Ecuador vào năm 1960 để sử dụng như một trạm phát điện nổi;  số phận sau cùng của con tàu không rõ.

## Phần thưởng
Crosley được tặng thưởng một Ngôi sao Chiến trận do thành tích phục vụ trong Thế Chiến II.
|             |  |  |
| Bronze star |  |  |

| Huân chương Phục vụ Trung Hoa (mở rộng)                                 | Huân chương Phục vụ Trung Hoa (mở rộng) | Huân chương Phục vụ Phòng vệ Hoa Kỳ  | Huân chương Phục vụ Phòng vệ Hoa Kỳ     |
| Huân chương Chiến dịch Châu Á-Thái Bình Dương với 1 Ngôi sao Chiến trận | Huân chương Chiến thắng Thế Chiến II    | Huân chương Chiến thắng Thế Chiến II | Huân chương Phục vụ Chiếm đóng Hải quân |